# Янак, Мария
Мария Янак (венг. Janák Mária; род. 8 февраля 1958, Байя) — венгерская легкоатлетка, выступавшая в метании копья. Участница летних Олимпийских игр 1980 года.

## Биография
Мария Янак родилась 8 февраля 1958 года в венгерском городе Байя.
Выступала в легкоатлетических соревнованиях за «Байяй». Четырежды становилась чемпионкой Венгрии в метании копья (1978, 1981—1983).
В 1980 году вошла в состав сборной Венгрии на летних Олимпийских играх в Москве. В метании копья заняла в квалификации 13-е место, показав результат 57,80 метра и уступив 94 сантиметра попавшей в финал с 12-го места Фаусте Кинтавалье из Италии.

## Личный рекорд
- Метание копья — 62,10 (1982)[2]